# Raión de Smila
Smila (en ucraniano: Смілянський район) es un raión o distrito de Ucrania en el óblast de Cherkasy. 
Comprende una superficie de 934 km².
La capital es la ciudad de Smila.

## Demografía
Según estimación 2010 contaba con una población total de 34283 habitantes.

## Otros datos
El código KOATUU es 7123700000. El código postal 20720 y el prefijo telefónico +380 4733.